# 武生東運動公園
武生東運動公園（たけふひがしうんどうこうえん）は、福井県越前市宮谷町22・23・35西尾町31 - 35・44・45 に所在する運動公園である。

## 概要
2018年9月29日 - 10月9日に開催される第73回国民体育大会で成年男子のソフトボールの会場に選ばれた。

## 施設
- 野球場
- テニスコート
- 陸上競技場